# Depot III von Ovčáry
Das Depot III von Ovčáry (auch Hortfund III von Ovčáry) ist ein Depotfund der frühbronzezeitlichen Aunjetitzer Kultur aus Ovčáry u Kolína im Středočeský kraj, Tschechien. Es datiert in die Zeit zwischen 2000 und 1800 v. Chr.

## Fundgeschichte
Das Depot wurde 1992 nordöstlich von Ovčáry beim Pflügen entdeckt. Die Fundstelle befindet sich am Südwesthang eines kleinen, sichelförmigen Hügels.
Aus Ovčáry stammen noch zwei weitere Depotfunde (I und II) sowie ein einzelner Spangenbarren der Aunjetitzer Kultur. Die Fundstellen der drei Depots liegen zwar jeweils mehr als 1 km voneinander entfernt, es existieren jedoch Sichtachsen. Auch die Gleichartigkeit der Fundgegenstände deutet auf einen Zusammenhang hin.

## Zusammensetzung
Das Depot besteht aus mehreren bronzenen Ösenhalsringen.